# Otto Julius Fleck
Otto-Julius Conrad Carl Fleck (* 27. November 1902 in Charlottenburg; † 25. November 1960 in Pretoria) war ein deutscher expressionistischer Maler und Restaurator.

## Leben
Fleck studierte an der Kunstakademie Kassel bei Ewald Dülberg und an der Kunstakademie Berlin bei Karl Hofer. Er war 1925 Gründungsmitglied der Kasseler Künstlergruppe Die fünf um Arnold Bode und Gründungsmitglied der 1927 gegründeten Kasseler Sezession. Seit 1936 lebte er in der Südafrikanischen Union. Er war Restaurator an der Michaelis Galerie, an der Südafrikanischen Nationalgalerie und anschließend an der Johannesburg Art Gallery.
Werke (Auswahl)
- Gartenlandschaft, Neue Galerie, Kassel

## Sonstiges
Otto Julius Fleck ist nicht Namensgeber der Otto-Fleck-Schneise im Frankfurter Stadtwald, an der die Zentralen des Deutschen Olympischen Sportbundes und weiterer Sportverbände liegen, sondern der damalige und dortige Oberforstmeister Carl Eduard Otto Fleck (1868–1927).